# Кубок світу з біатлону 2013—2014, естафета, жінки
Змагання заліку жіночих естафет в програмі Кубку світу з біатлону 2013-2014 розпочалися 8 грудня 2013 року на другому етапі в австрійському Гохфільцені та мали завершитися 19 січня 2014 року на шостому етапі в італійському Антхольці. Однак через несприятливі погодні умови остання гонки так і не відбулася. Тому естафетний залік формувався за результатами 3 гонок. За підсумками сезону 2013-2014 свій титул найкращої естафетної команди відстоюватиме Норвегія.

## Формат
В естафеті від кожної команди змагаються чотири біатлоністки, кожна з яких пробігає три кола загальною довжиною 6 км, виконуючи дві стрільби з положення лежачи й стоячи. На кожній стрільбі біатлоністка повинна влучити в п'ять мішеней. Для цього вона має 8 патронів, але спочатку в магазині тільки п'ять, додаткові патрони спортсменка повинна заряджати по одному. За кожну нерозбиту мішень біатлоністка повинна пробігти штрафне коло завдовжки 150 м. Гонка проводиться із загальним стартом. Першу стрільбу першого етапу біатлоністки повинні виконувати на установках, визначених їхнім стартовим номером. Надалі біатлоністки виконують стрільбу з установки, яка відповідає поточному місцю в гонці.

## Призери сезону 2012–13
| Медаль  | Країна    | Очки |
| ------- | --------- | ---- |
| Золото: | Норвегія  | 314  |
| Срібло: | Україна   | 298  |
| Бронза: | Німеччина | 294  |

## Переможці та призери
| Етап:                                                              | Золото:                                                                       | Час                                                       | Срібло:                                                                             | Час                                                       | Бронза:                                                                  | Час                                                       |
| Гохфільцен Протокол [Архівовано 9 грудня 2013 у Wayback Machine.]  | Україна Юлія Джима Валя Семеренко Віта Семеренко Олена Підгрушна              | 1:13:09.2 (0+0) (0+0) (0+1) (0+0) (0+1) (0+1) (0+0) (0+0) | Німеччина Франціска Пройс Андреа Генкель Франціска Гільдебранд Лаура Дальмаєр       | 1:14:05.5 (0+1) (0+2) (0+1) (0+0) (0+0) (1+3) (0+0) (0+0) | Франція Марі Лор Брюне Софі Буаї Анаїс Шевальє Анаїс Бескон              | 1:14:10.4 (0+0) (0+3) (0+0) (0+1) (0+1) (0+1) (0+0) (0+1) |
| Аннесі Протокол [Архівовано 12 грудня 2013 у Wayback Machine.]     | Німеччина Франціска Пройс Андреа Генкель Франціска Гільдебранд Лаура Дальмаєр | 1:06:27.8 (0+1) (0+1) (0+0) (0+0) (0+0) (0+1) (0+0) (0+0) | Україна Юлія Джима Віта Семеренко Валя Семеренко Олена Підгрушна                    | 1:06:51.1 (0+0) (0+3) (0+0) (0+1) (0+0) (0+0)             | Норвегія Тіріл Екгофф Фанні Горн Сюнневе Сулемдаль Тура Бергер           | 1:06:51.6 (0+1) (0+2) (0+1) (0+1) (0+0) (0+2)             |
| Рупольдінг Протокол [Архівовано 5 березня 2016 у Wayback Machine.] | Росія Катерина Глазиріна Ольга Зайцева Ірина Старих Ольга Вілухіна            | 1:09:42.2 (0+1) (0+1) (0+1) (0+2) (0+0) (0+1)             | Німеччина Франціска Пройс Еві Захенбахер-Штеле Лаура Дальмаєр Франціска Гільдебранд | 1:09:48.4 (1+3) (0+1) (0+0) (0+1) (0+0) (0+0)             | Норвегія Тіріл Екгофф Анн Крістін Флатланд Сюнневе Сулемдаль Тура Бергер | 1:09:58.9 (0+2) (2+3) (0+0) (0+1) (0+0) (0+0) (0+1) (0+1) |
| Антерсельва                                                        | Гонку зупинено і скасовано через сильний туман                                | Гонку зупинено і скасовано через сильний туман            | Гонку зупинено і скасовано через сильний туман                                      | Гонку зупинено і скасовано через сильний туман            | Гонку зупинено і скасовано через сильний туман                           | Гонку зупинено і скасовано через сильний туман            |

## Нарахування очок
| Місце | 1  | 2  | 3  | 4  | 5  | 6  | 7  | 8  | 9  | 10 | 11 | 12 | 13 | 14 | 15 | 16 | 17 | 18 | 19 | 20 | 21 | 22 | 23 | 24 | 25 | 26 | 27 | 28 | 29 | 30 | 31 | 32 | 33 | 34 | 35 | 36 | 37 | 38 | 39 | 40 |
| ----- | -- | -- | -- | -- | -- | -- | -- | -- | -- | -- | -- | -- | -- | -- | -- | -- | -- | -- | -- | -- | -- | -- | -- | -- | -- | -- | -- | -- | -- | -- | -- | -- | -- | -- | -- | -- | -- | -- | -- | -- |
| Очки  | 60 | 54 | 48 | 43 | 40 | 38 | 36 | 34 | 32 | 31 | 30 | 29 | 28 | 27 | 26 | 25 | 24 | 23 | 22 | 21 | 20 | 19 | 18 | 17 | 16 | 15 | 14 | 13 | 12 | 11 | 10 | 9  | 8  | 7  | 6  | 5  | 4  | 3  | 2  | 1  |

## Таблиця
| #  | Збірна         | ГОХ | АНС | РУП | Разом |
| -- | -------------- | --- | --- | --- | ----- |
| 1  | Німеччина      | 54  | 60  | 54  | 168   |
| 2  | Україна        | 60  | 54  | 43  | 157   |
| 3  | Росія          | 43  | 38  | 60  | 141   |
| 4  | Норвегія       | 40  | 48  | 48  | 136   |
| 5  | Франція        | 48  | 40  | 40  | 128   |
| 6  | Білорусь       | 36  | 29  | 38  | 103   |
| 7  | Канада         | 30  | 43  | 29  | 102   |
| 8  | Італія         | 32  | 36  | 34  | 102   |
| 9  | Словаччина     | 38  | 32  | 30  | 100   |
| 10 | Чехія          | 29  | 31  | 36  | 96    |
| 11 | Польща         | 31  | 26  | 32  | 89    |
| 12 | Фінляндія      | 28  | 30  | 28  | 86    |
| 13 | Швейцарія      | 26  | 28  | 31  | 85    |
| 14 | Швеція         | 24  | 27  | 27  | 78    |
| 15 | Австрія        | 25  | 23  | 24  | 72    |
| 16 | Казахстан      | 23  | 21  | 26  | 70    |
| 17 | Румунія        | 27  | 20  | 22  | 69    |
| 18 | США            | 34  | 34  | —   | 68    |
| 19 | Естонія        | 21  | 25  | 20  | 66    |
| 20 | КНР            | 19  | 24  | 23  | 66    |
| 21 | Болгарія       | 22  | 22  | 21  | 65    |
| 22 | Японія         | 20  | 19  | —   | 39    |
| 23 | Південна Корея | 18  | 18  | —   | 36    |
| 24 | Словенія       | —   | —   | 25  | 25    |